# Świstówka Jaworowa

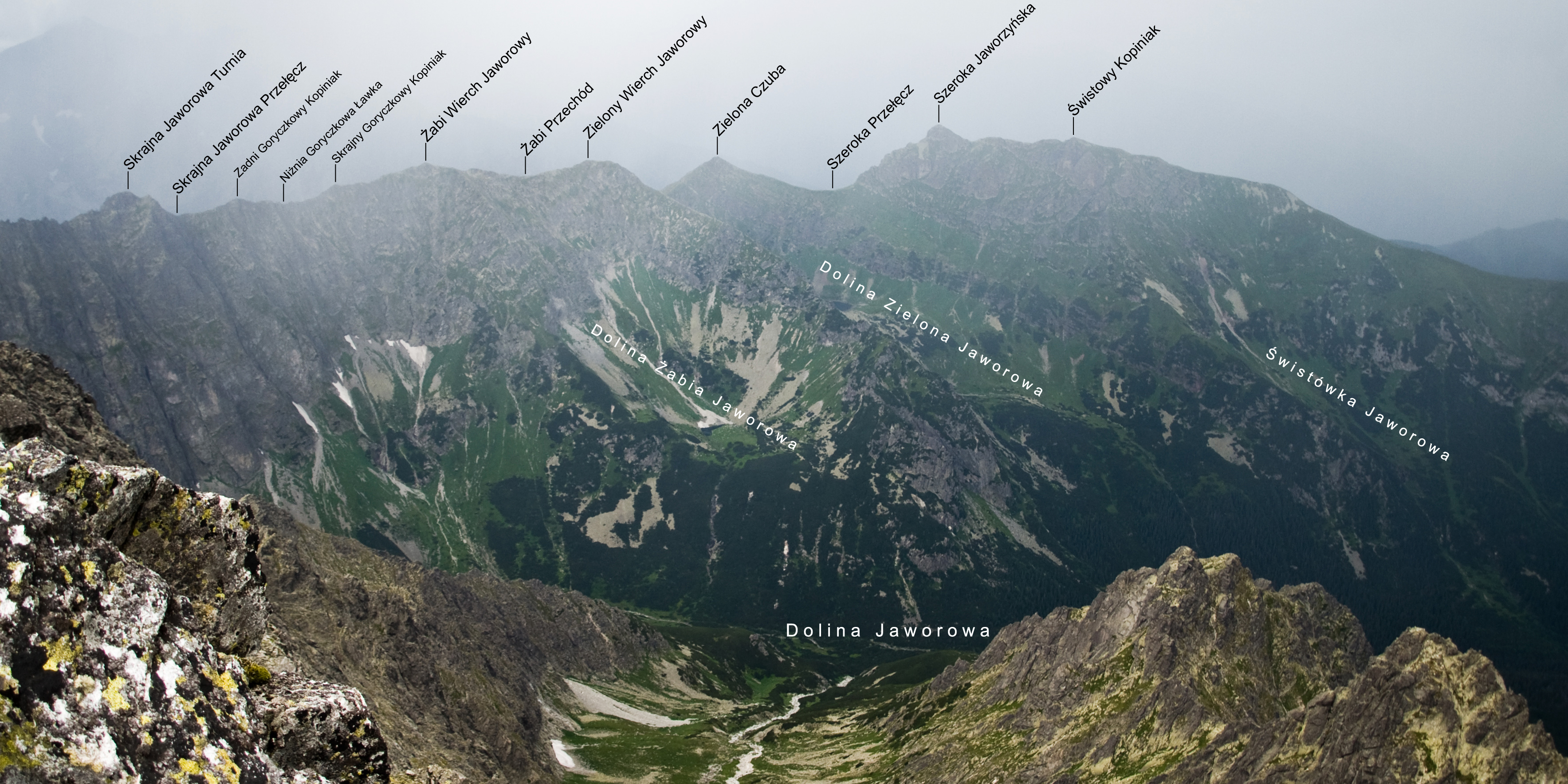
Świstówka Jaworowa (podpisana)

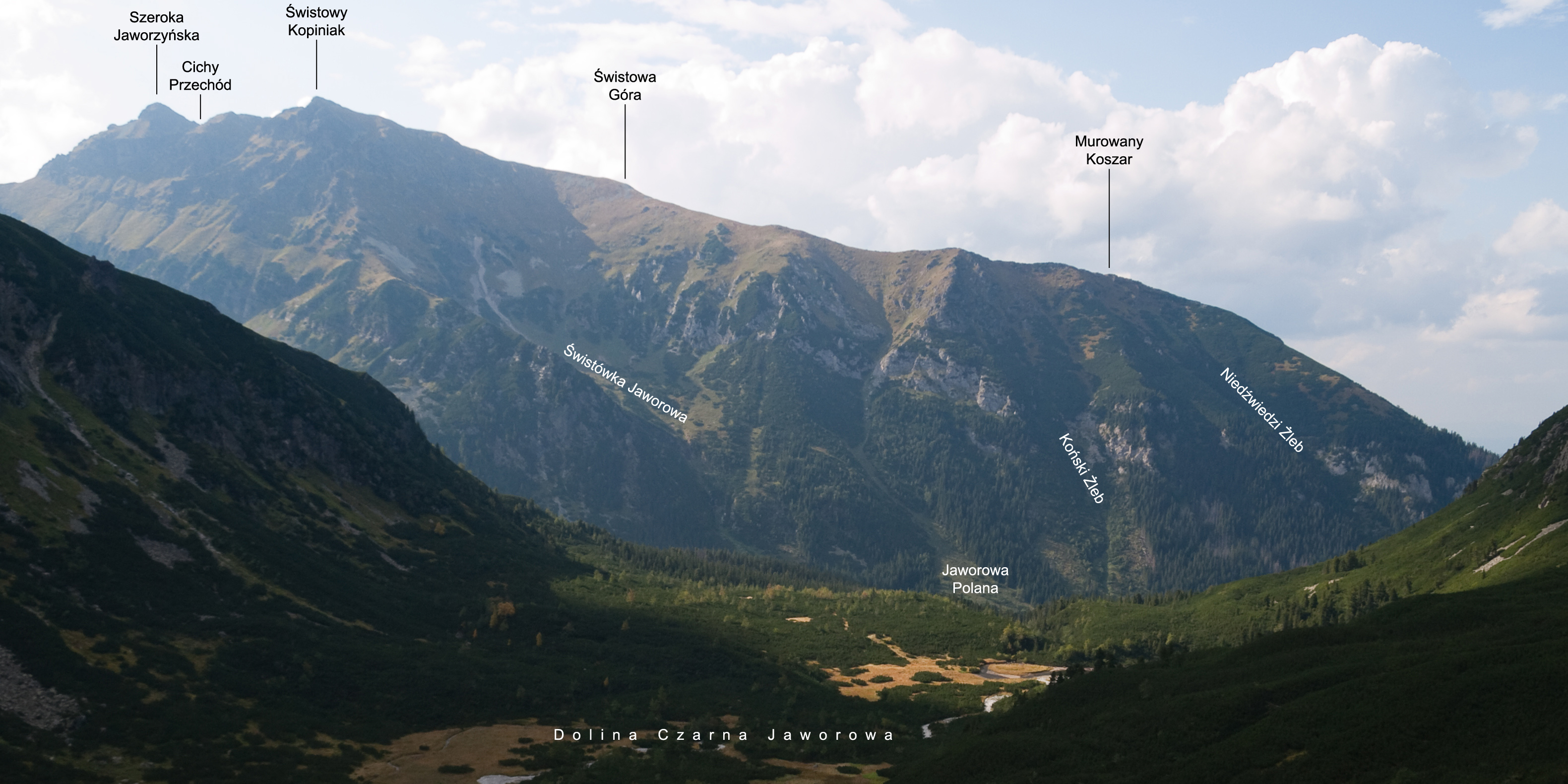
Świstówka Jaworowa (podpisana)

Świstówka Jaworowa (słow. Žľab Javorinka) – niewielkie, orograficznie lewe odgałęzienie Doliny Jaworowej (Javorová dolina) w słowackich Tatrach Wysokich o długości ok. 0,5 km.

## Topografia
Świstówka Jaworowa sąsiaduje:
- od zachodu z górnym piętrem Doliny Szerokiej Jaworzyńskiej (Široká dolina) zwanym Doliną Wyżnią Szeroką – oddzielona fragmentem północno-wschodniego ramienia Szerokiej Jaworzyńskiej (Široká) ciągnącym się od Świstowej Góry (Svišťovky) do Świstowego Kopiniaka,
- od południa z Doliną Zieloną Jaworową (Zelená Javorová dolina) – oddzielona granią wybiegającą na północny wschód od Świstowego Kopiniaka,
- od wschodu z główną osią Doliny Jaworowej – częściowo oddzielona dolnym fragmentem północno-wschodniej grani Świstowego Kopiniaka,
- od północy ze wschodnimi stokami Świstowej Góry, które stanowią jej ograniczenie.

## Opis
Świstówka Jaworowa wcina się w północno-wschodnie stoki Świstowego Kopiniaka, jej wylot znajduje się w pobliżu Jaworowej Polany (Javorová poľana) w Dolinie Jaworowej. Jej dnem płynie niewielki potok zwany Świstową Wodą (Svišťovský potok), który stanowi lewy dopływ Jaworowego Potoku (Javorinka). Świstowa Woda wypływa z małego oczka wodnego znajdującego się w górnych partiach Świstówki Jaworowej, na wysokości ok. 1690 m n.p.m. zwanego Świstowym Okiem.
Świstówka Jaworowa jest widoczna ze szlaku turystycznego prowadzącego przez Dolinę Jaworową na Lodową Przełęcz (Sedielko) i dalej do Doliny Pięciu Stawów Spiskich (kotlina Piatich Spišských plies) będącej górną częścią Doliny Małej Zimnej Wody (Malá Studená dolina). Sama położona jest na terenie ścisłego rezerwatu i jest niedostępna dla turystów.